# It's Not Easy to Write a Love Song
It's Not Easy to Write a Love Song è un singolo della cantautrice svedese Dotter, pubblicato il 2 marzo 2024 su etichetta discografica Mookie Mama,  facente parte del gruppo della Sony Music.

## Descrizione
Con It's Not Easy to Write a Love Song la cantautrice ha preso parte a Melodifestivalen 2024, la competizione canora svedese utilizzata come processo di selezione per l'Eurovision Song Contest. Essendo risultata la seconda più votata dal pubblico fra i sei partecipanti alla sua semifinale, ha avuto accesso diretto alla finale, dove si è piazzata al 12º posto su 12 partecipanti con 34 punti totalizzati.

## Tracce
Testi e musiche di Dino Medanhodzic e Johanna Jansson.
1. It's Not Easy to Write a Love Song – 3:01

## Classifiche

### Classifiche settimanali
| Classifica (2024) | Posizione massima |
| ----------------- | ----------------- |
| Svezia            | 9                 |